# Мурзаєво
Мурза́єво (рос. Мурзаево, чув. Мăрсакасси) — присілок у складі Козловського району Чувашії, Росія. Входить до складу Карамишевське сільського поселення.
Населення — 88 осіб (2010; 105 у 2002).
Національний склад:
- чуваші — 100 %